# Canfieldita
La canfieldita és un mineral que pertany al grup de l'argirodita, de la classe dels sulfurs. El seu nom fa honor a Frederick Alexander Canfield (1849-1926), un enginyer de mines i col·lecionista de minerals de Dover, Nova Jersey, EUA.

## Característiques
La canfieldita és un mineral d'argent, estany i sofre; químicament és un sulfur d'argent i d'estany(IV) de fórmula Ag₈SnS₆. És de color gris acer, amb una duresa de 2,5 a l'escala de Mohs i una densitat de 6,2 a 6,3 g/cm³. Cristal·litza en el sistema ortoròmbic.
Segons la classificació de Nickel-Strunz, la canfieldita pertany a «02.BA: sulfurs metàl·lics amb proporció M:S > 1:1 (principalment 2:1) amb coure, argent i/o or» juntament amb els següents minerals: calcocita, djurleita, geerita, roxbyita, anilita, digenita, bornita, bellidoita, berzelianita, athabascaïta, umangita, rickardita, weissita, acantita, mckinstryita, stromeyerita, jalpaïta, selenojalpaïta, eucairita, aguilarita, naumannita, cervel·leïta, hessita, chenguodaita, henryita, stützita, argirodita, putzita, fischesserita, penzhinita, petrovskaïta, petzita, uytenbogaardtita, bezsmertnovita, bilibinskita i bogdanovita.

## Formació i jaciments
Es troba en filons polimetàl·lics, formant-se molt tard en la seqüència paragenètica. Sol trobar-se associada a altres minerals com: argirodita, pirargirita, estefanita, acantita, polibasita, freibergita, estannita, estannoidita, cassiterita, arsenopirita, jordanita, marcassita, pirrotina, blenda o galena.